# البحرين في دورة الألعاب الآسيوية
تنافس البحرين للمرة الأولى في دورة الألعاب الآسيوية عام 1982. فاز البحرين ب 58 ميدالية في المنافسات بما فيها 25 ميدالية ذهبية.